# Archiv des Landschaftsverbands Westfalen-Lippe
Das Archiv des Landschaftsverbands Westfalen-Lippe (Archiv LWL) ist das Archiv aller Dienststellen und Einrichtungen des Landschaftsverbands Westfalen-Lippe und Bestandteil des LWL-Archivamts für Westfalen in Münster.

## Organisation
Im LWL-Archivamt ist das Archiv LWL dem Referat „Grundsatzangelegenheiten, Restaurierungswerkstatt, Magazin, LWL-Archiv“ zugeordnet. Dem Referat untergeordnet ist das Sachgebiet „Archiv LWL“, in dem drei Mitarbeiter arbeiten, die allerdings im LWL-Archivamt auch mit anderen Aufgaben bedacht sind.
Rechtliche Grundlage stellen das Archivgesetz Nordrhein-Westfalen (ArchivG NRW), die Satzung für das Archiv des Landschaftsverbandes Westfalen-Lippe und die Benutzungsordnung für das Archiv des Landschaftsverbandes Westfalen-Lippe (Archiv LWL) dar.
Die Benutzung der Bestände des Archivs LWL erfolgt im Lesesaal des LWL-Archivamts, in dem auch die Bestände der Vereinigten Westfälischen Adelsarchive e.V. sowie des Westfälischen Literaturarchivs benutzt werden können.

## Geschichte
Bereits am 23. Januar 1959 wurde eine Verfügung mit dem Titel „Erhaltung archivwürdigen Schriftgutes“ durch den damaligen Landesdirektor Anton Köchling erlassen, die als Gründungsdekret wahrgenommen wird. Als Gründungstag gilt der 1. April 1959, von dem an das Archiv seinen ersten hauptamtlichen Mitarbeiter hatte. Erst später wurde dem Archiv Fachpersonal zugewiesen. Vor 1959 lagen die Archivbestände des Landschaftsverbandes sowie seines Vorgängers, des Provinzialverbands der Provinz Westfalen, als Depositum im Staatsarchiv Münster. Mit dem Umzug des LWL-Archivamtes innerhalb Münsters 1998 von der Warendorfer Straße in die Jahnstraße erhielt das Archiv LWL ein archivfachlich nach modernen Maßstäben ausgestattetes Magazin sowie eine Personalaufstockung.

## Bestände

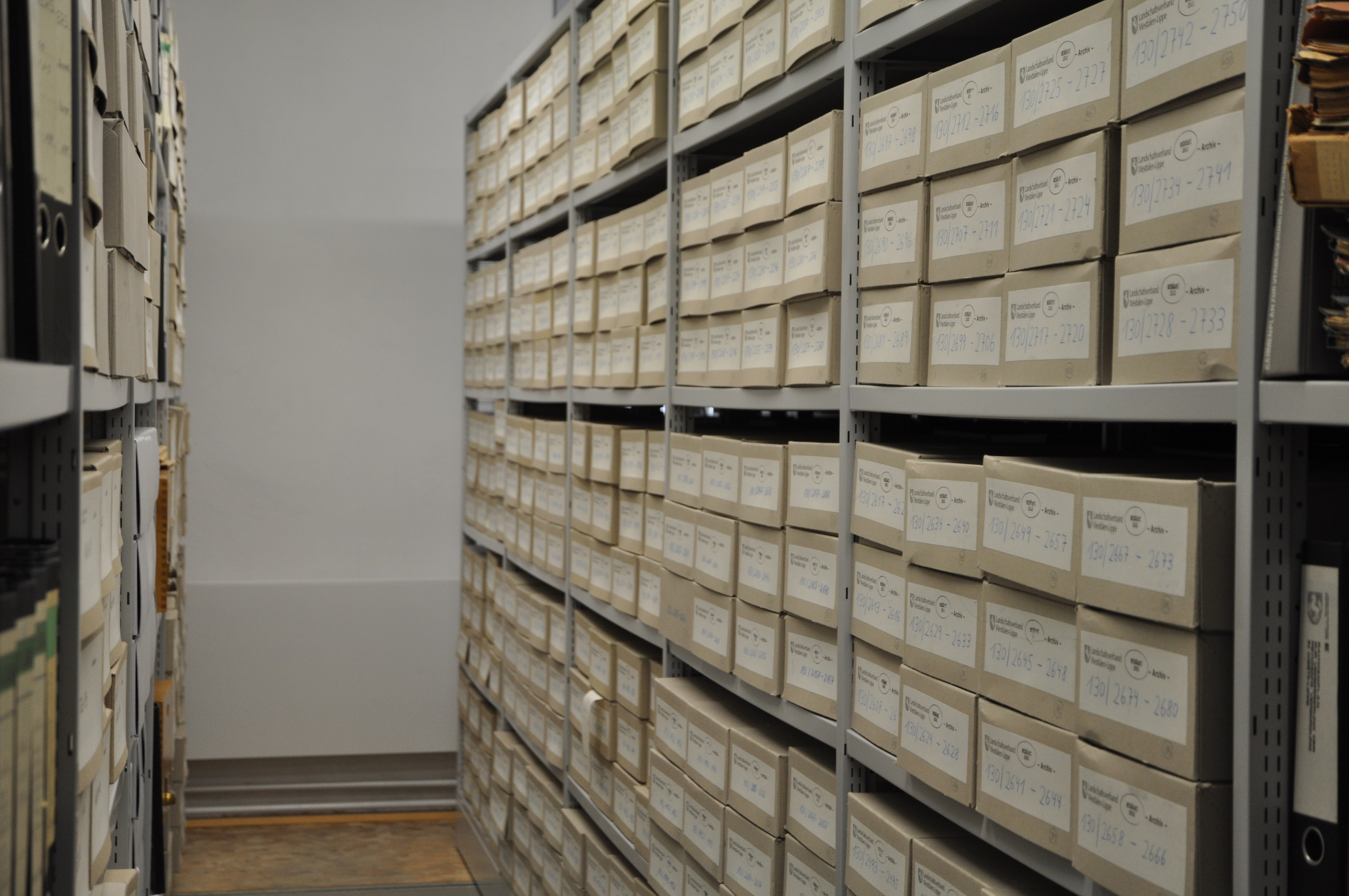
Bestand 130 (Haupt- und Personalabteilung Provinzialverband) des Archivs LWL im Magazin des LWL-Archivamts für Westfalen

Die Bestände des Archivs bestehen sowohl aus amtlichen Unterlagen der Verwaltung des Landschaftsverbands und seiner Rechtsvorgänger als auch nicht-amtliche Unterlagen als Ergänzungsüberlieferung. Zu den nicht-amtlichen Unterlagen gehören Unterlagen von Fraktionen der LWL-Landschaftsversammlung und Personalräten sowie Unterlagen von westfälisch-lippischen Vereinen, Nachlässe von bedeutenden Persönlichkeiten und weiteres Sammlungsgut. Zu letzterem gehören unter anderem Karten, Schulwandbilder und Publikationen des LWL.
Die Bestände werden ausschließlich in den Magazinräumen des LWL-Archivamts in Münster gelagert. Tektonisch ist das Archiv LWL in acht Bereiche eingeteilt.
| Bereich                                            | Laufzeit     | Verzeichnungseinheiten |
| -------------------------------------------------- | ------------ | ---------------------- |
| Politische Vertretungsorgane                       | 1726 – heute | 14.323                 |
| Zentrale Verwaltungsangelegenheiten                | 1809 – heute | 4.946                  |
| Kommunalwirtschaft                                 | 1820 – heute | 2.027                  |
| Straßenbau                                         | 1767 – 2002  | 10.389                 |
| Jugend, Schulen, Soziales                          | 1805 – heute | 13.112                 |
| Gesundheitswesen und Psychiatrien                  | 1724 – heute | 45.148                 |
| Kultur                                             | 1833 – heute | 12.264                 |
| Nichtamtliche Überlieferung, Nachlässe, Sammlungen | 1694 – heute | 27.589                 |

Stand: 19. Mai 2017 (Datenbankabfrage)
Einen Schwerpunkt bilden die Überlieferungen der LWL-Kliniken, die häufig im Rahmen der „Euthanasie“-Forschung benutzt werden. Komplett übernommen wurden Patientenakten, die vor der Mitte des 20. Jahrhunderts entstanden sind. Bei Patientenakten, die danach entstanden, wird die Überlieferung anhand eines speziellen Auswahlverfahrens gebildet. Dabei werden nur jene Akten von Patienten übernommen, deren Nachnamen mit den Buchstaben A, D, St, X und Y beginnen.
Anzahl der jährlichen Zugänge seit dem Umzug 1999:
Hinweis: Die Zahlen berücksichtigen nicht den Umfang der Zugänge.
* Stand: 31. Mai 2017
Erste Übernahmen in das elektronische Langzeitarchiv des Landschaftsverbands (eLan.LWL) wurden 2013 durchgeführt. Das Archiv LWL nimmt am Digitalen Archiv NRW (DA NRW) teil und setzt dabei auf die kommunale Verbundlösung DiPS.kommunal (Digital Preservation Solution).